# Занадто гучна самотність
Занадто гучна самотність ( чеськ. Příliš hlučná samota) — короткий роман чеського письменника Богуміла Грабала. Самвидав у 1976 році та офіційно у 1989 році через політичну цензуру. В романі розповідається про старого чоловіка, який працює пункті прийому макулатури в Празі, використовуючи свою роботу, щоб врятувати та накопичити велику кількість рідкісних і заборонених книг; він одержимий збирач знань. Українською переклала Ірина Забіяка.

## Зміст сюжету
Всю історію від першої особи розповідає головний герой Гантя. Він зображений, як такий собі самітник і відлюдник, хоча й з енциклопедичними літературними знаннями. Гантя використовує метафоричну мову та сюрреалістичні описи, і більша частина книги присвячена лише його внутрішнім думкам, коли він згадує та розмірковує над дивовижною кількістю знань, які він отримав за ці роки. Він згадує історії зі свого минулого та уявляє події за химерними сценаріями. Він розмірковує над повідомленнями величезної кількості інтелектуалів, яких він вивчав. Роман насичений символікою. Однак, простий, але незрозумілий сюжет присутній.

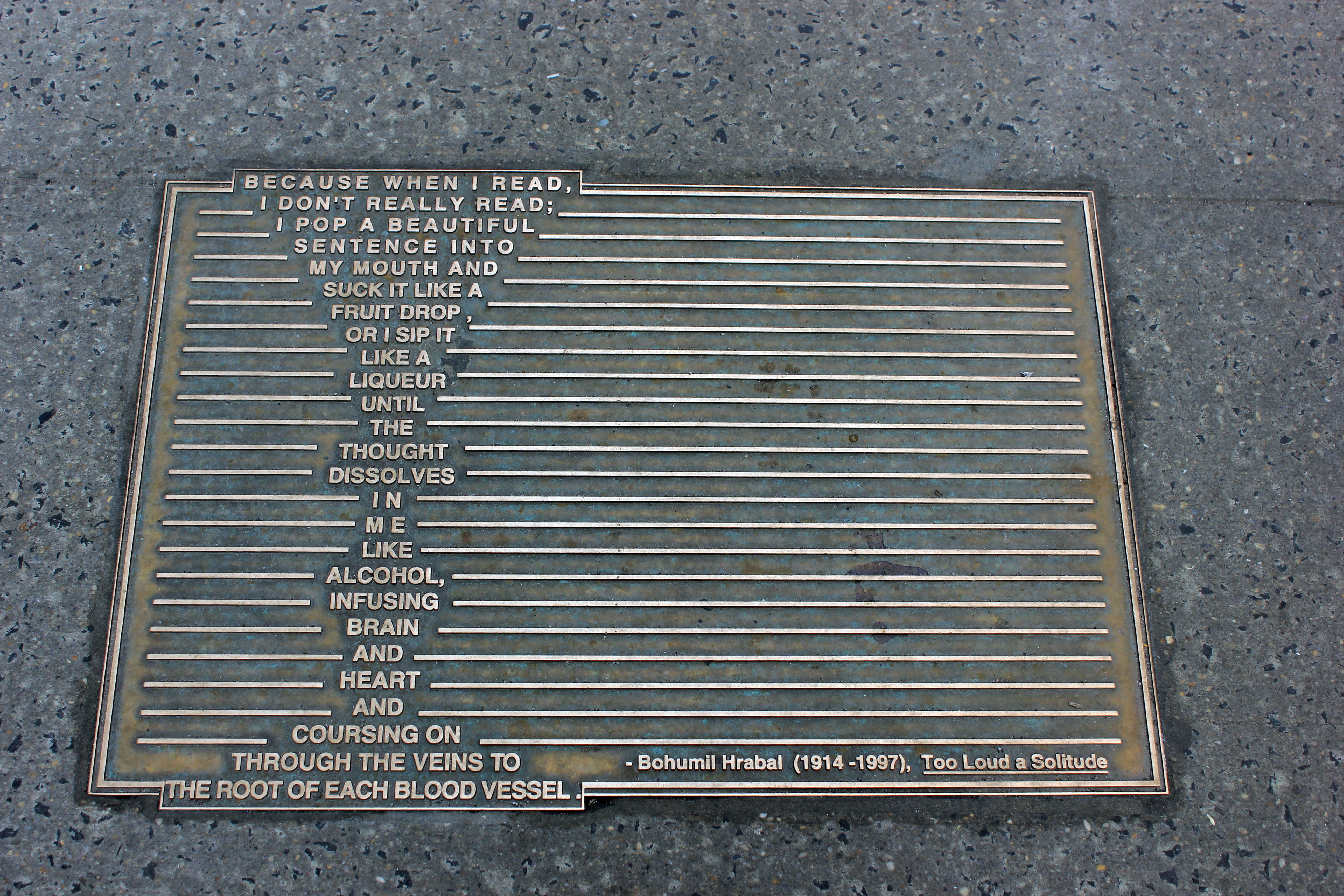
«Тому що, коли я читаю, я насправді не читаю; я кладу гарне речення до рота і смокчу його, як фруктову краплю... ."

«Тридцять п’ять років я  працюю в пункті збору старого паперу, така вона, моя любовна історія», - каже Гантя у першому рядку книжки. Далі він описує свої методи роботи та використання її для «збереження» неймовірної кількості книг для читання та зберігання у своєму домі.
Головна тема «Занадто гучної самотності» - постійність і невідчутність ідей, які на певний час можуть проявитися у формі книг і слів. Інша тема стосується конфлікту між простим способом життя Ганти та новим амбітним соціалістичним порядком.

## Адаптації
Екранізація вийшла в Чехії в 1996 році, за рік до смерті Грабала.
У 2007 році вийшов покадровий фільм, знятий Женев'євою Андерсон з Полом Джаматті в ролі Ганти.

## Видання українською
Занадто гучна самотність. Роман / Переклад із чеської Ірини Забіяки. — Київ, Видавничий дім "КОМОРА", 2020.— 144с.

## Дрібниці
- Оригінальне ім'я Грабала для оповідача було Адам, і в романі можна побачити різні паралелі між Гантою та біблійною першою людиною.
- Грабал написав «Занадто гучну самотність» пізно в житті після тривалої боротьби з хворобою та вимушеної поміркованості. Він стверджував, що книга – це те, заради чого йому вдалося прожити.
- Після публікації роману Богуміл Грабал загинув випавши з п’ятого поверху лікарні, коли годував голубів. У його оповіданнях можна знайти сцену самогубства з п’ятого поверху, він писав листи, в яких захоплювався певними людьми, які обрали саме такий спосіб покінчити з життям.

## Дивіться також
- Богуміл Грабал
- Чеська література

## Додаткові посилання
- tooloudasolitude.com, новий художній фільм